# Club Social Deportivo Serramar
El Club Social Deportivo Serramar es un club fundado en 1969 de La Cala del Moral en el municipio de Rincón de la Victoria (Málaga) España.

## Historia
Este club fue fundado en 1969 por un grupo de amigos y posteriormente, al aumentar el número de socios, se convirtió en un club de renombre al organizar el Torneo Internacional de Tenis Serramar, en el que llegaron a participar, Manolo Santana y Manuel Orantes en los años setenta y otros como Juan Aguilera y Jordi Arrese en los años noventa. En la actualidad, el torneo aún se sigue celebrando aunque posee menos importancia.

## Instalaciones
Este club posee como instalaciones (deportivas) dos pistas de tenis, dos de padel y una piscina descubierta.